# 越南並殖吸蟲
越南並殖吸蟲（学名：Paragonimus vietnamensis）为斜睪目住胞科並殖屬的肺吸蟲动物。

## 型態描述
本物種的特點是其體型相對其他同屬物種為大：直徑達0.8毫米（800微米）。體圓。型態跟 P. microrchis、 P. proliferus或 P. menglaensis相類似。

## 分佈
本物種發現於越南北部的，营寄生生活。

## 外部連結
- 維基物種上的相關：越南並殖吸蟲